# Кузьма Осип Кирилович
Осип Кирилович Кузьма́(18 серпня 1880, Білий Камінь — 29 вересня 1954, Коломия, Монастирок) — видавець, культурно-освітній діяч. Чоловік письменниці Марії Колцуняк-Кузьми.

## Видавнича діяльність
Осип Кузьма закінчив Сокальську учительську семінарію (нині Львівська обл., 1900). Згодом у Коломиї вчителював у народній школі ім. Т. Шевченка; організував Видавничу спілку українського вчительства (1909–28).
Заснував видавництво «ОКА» (1921–1939), видавали книги патріотичного змісту (твори М. Гоголя, І. Зубенко, Д.Мордовця, М. Ординцева, К. Поліщука й ін.), щомісячну серію «Ряст».
Серія «Ряст» дозволяла прочитати історичні розвідки Кирила Трильовського, повісті Андрія Чайківського, драматичні та комедійні твори для аматорських гуртків. На сьогодні ознайомитись з серією можна у бібліотеці Львівського Університету ім. Ів. Франка, також перекладав твори зарубіжних авторів, зокрема Б. Келлермана, О. Купріна, Д. Мережковського.
Видавництво «ОКА» друкувало свої книжки у трьох серія. У першій — патріотичного українського змісту твори, зокрема друки авторів козацьких пригодницьких повістей для молоді (А. Чайківського, К. Поліщука, І. Зубенка). У другій серії здебільшого публікували переклади М. Мельника, А. Купріна, Б. Келєрмана, Д. Мережковського та інших.
Від 1920-х років працював у власній випозичальні книг і крамниці «Покутська книгарня».
За патріотичну діяльність заарештований 1933 польською поліцією. В міжвоєнний час польська влада люто переслідувала українську інтелігенцію, було заарештовано масу народу. Зокрема, на два тижні була заарештована дочка Осипа Кузьми, Марта, дружина Войткова Богдана, яка пізніше все життя в Коломиї вчителювала. За спогадами родини, обвинувачення звучало так: «Реготала з польської армії».

## Родина

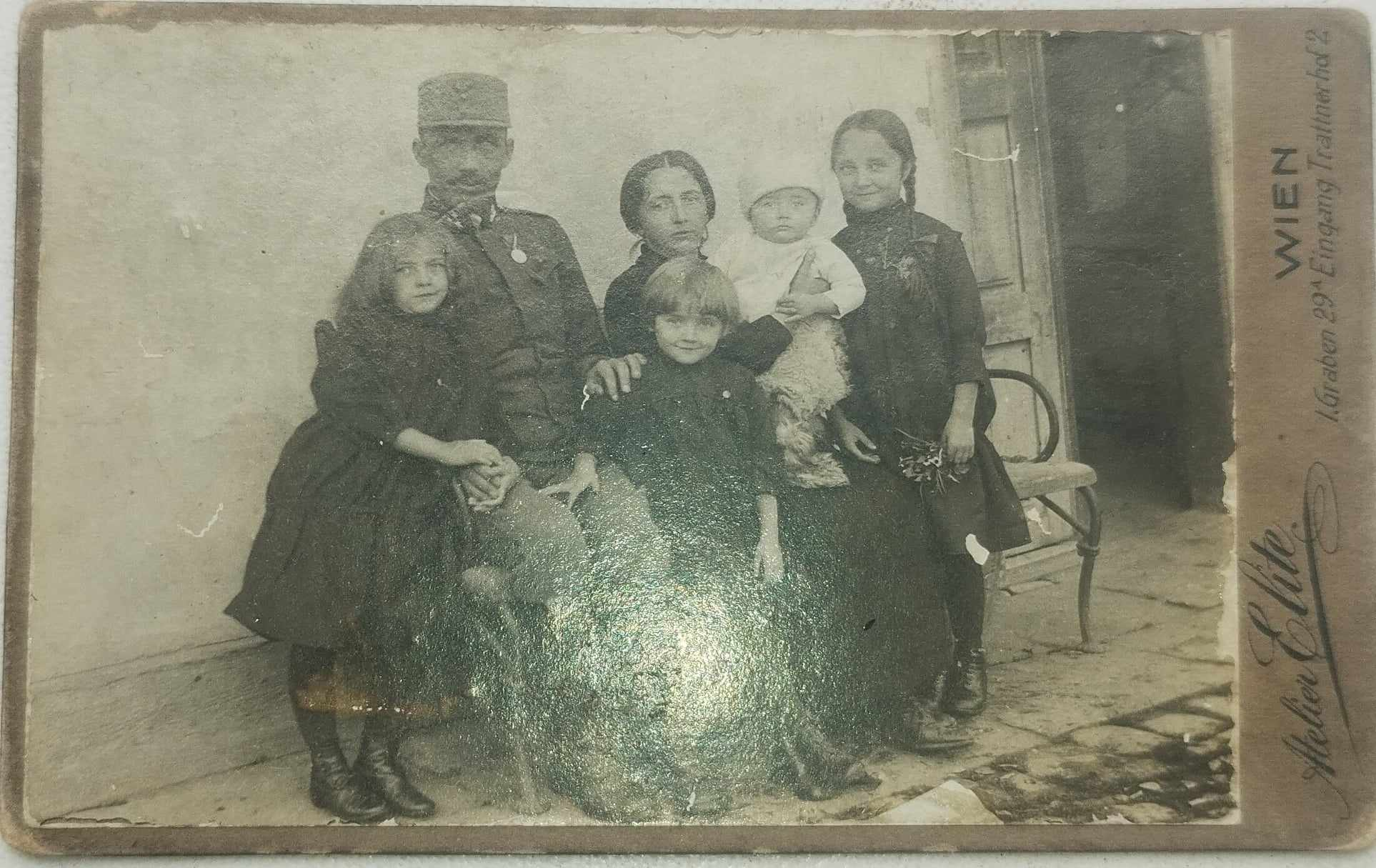
Осип Кузьма стрілець з родиною. Марія Колцуняк-Кузьма з дітьми і чоловіком.

Перший шлюб Осипа Кузьми був з Марією з Колцуняків. Пара була співзвучною, мали однакові інтереси — любов до України, до рідного краю, до людей об'єднувала їх. Батько Осипа у селі Білий Камінь у 1905 головував у спортово-руханковому товаристві Сокіл, Марія дочка Миколи Колцуняка, етнографа, друга Івана Франка. Микола Колцуняк і Іван Франко разом терпіли у Коломийській тюрмі за любов до українського народу. Марія, Юліан і Гнат Колцуняки, як і Остап Терлецький, інший товариш Івана Франка, виходять з гілки Цурковських.
Марія Колцуняк-Кузьма народила Осипові 5 дітей (Мирославу, Марту, Осипа, Марію) і померла при родах Тараса, 1922, 23 червня).

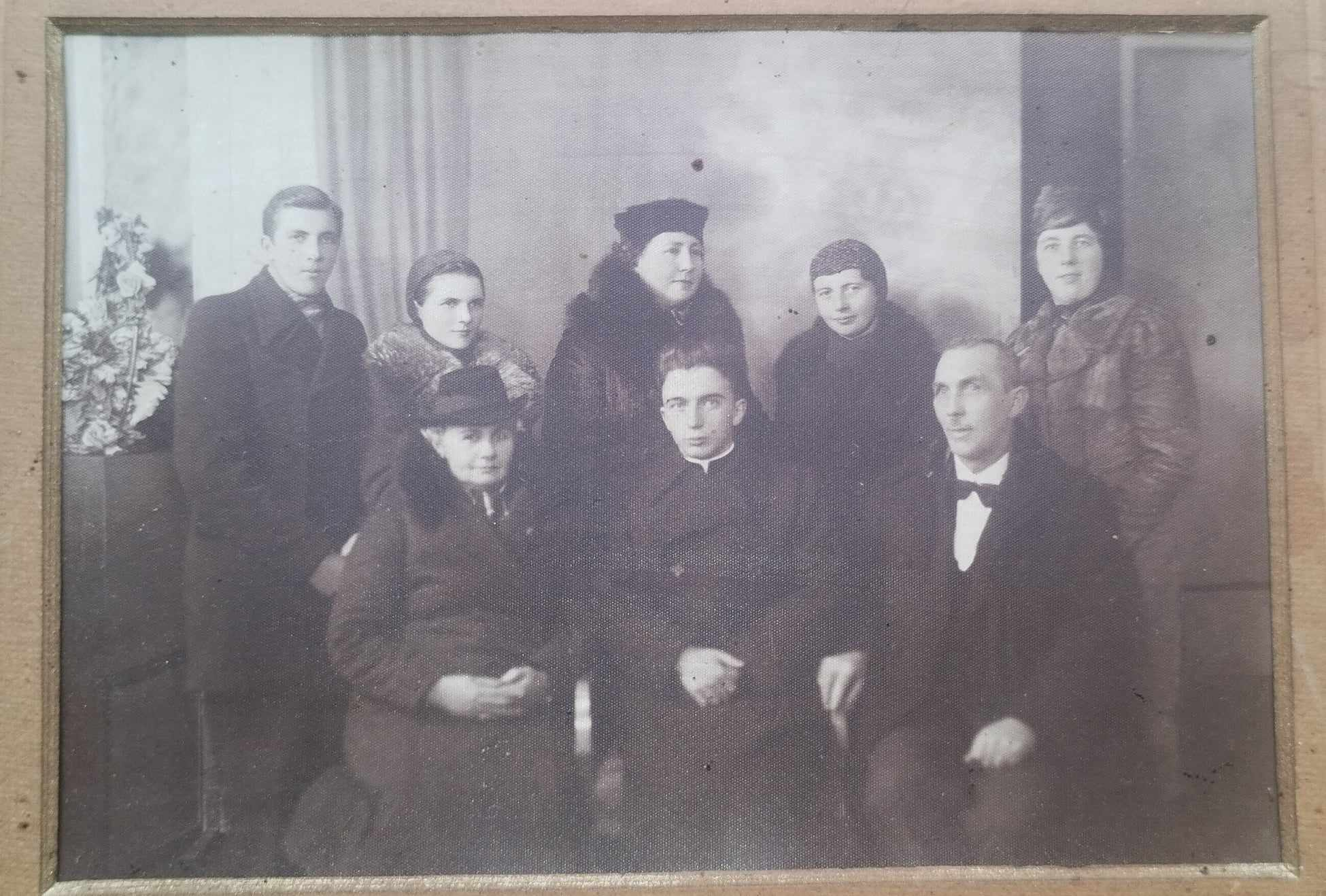
Зліва направо стоять: син Тарас Кузьма, дочка Марія, мама Серафіна, дочка Марта, дочка Мирослава. Сидять: друга дружина Галина Слівінська, син, священик і лікар Осип Кузьма, і сам Осип Кузьма, видавець.

Вдруге одружився з Галиною Слівінською.
Була дуже доброю до дітей, зі спогадів Тараса Кузьми.
Родину вивезли в сталінські табори орієнтовно в 1939.  Галина Слівінська не витримала дороги, їх везли в товарняку, в умовах гірших, ніж для худоби. Її тіло більшовики викинули по дорозі з вагону.
Осип Кузьма вернувся зі сталінського табору в 1952 році, після 14 років таборів. Страшенно виснажений, хворий цингою.  В родині говорили. що потрібно було б хоч цибулю їсти, але в таборах не було цибулі. Розказували, що траплялись там і добрі люди, які старались допомогти. Син Тарас вернувся трохи раніше, хворий на туберкульоз і жовтуху. Розказував, що там в'язні настільки терпіли голод, що мастили на хліб технічне мастило з заводу, де примусово працювали на війну.
Осип Кузьма після таборів викладав німецьку мову у с. Фитьків, але дуже хотів жити знов в Коломиї. Перед таборами була повна конфіскація будинку з майном, тож родина переїхала в Коломию, на вул. Глінки, 10, орендували житло в п. Лімпусі.
Помер 29 вересня 1954 року.